# Odontocera melzeri
Odontocera melzeri är en skalbaggsart som beskrevs av Fisher 1952. Odontocera melzeri ingår i släktet Odontocera och familjen långhorningar. Inga underarter finns listade i Catalogue of Life.